# Tomb Raider: The Angel of Darkness
Tomb Raider: The Angel of Darkness é um jogo eletrônico de ação-aventura de 2003, desenvolvido pela Core Design e publicado pela Eidos Interactive para PlayStation 2 e Microsoft Windows. Um porte para Mac OS X foi desenvolvido pela Beenox e publicada pela Aspyr no mesmo ano. É o sexto título da série Tomb Raider, agindo como uma sequência direta de Tomb Raider: The Last Revelation e Tomb Raider: Chronicles. O enredo segue Lara Croft enquanto ela tenta se livrar de ser suspeita do assassinato de seu ex-mentor Werner Von Croy enquanto investiga as atividades de um culto de magia negra. A jogabilidade segue a tradição da série, com Lara navegando em ambientes de plataforma enquanto incorpora elementos furtivos e de desenvolvimento do personagem.
O desenvolvimento do jogo começou três anos antes de seu lançamento. A intenção era cria um jogo diferente dos títulos anteriores da franquia, um que poderia competir com os jogos de ação mais novos e explorar completamente o potencial da sexta geração de consoles de jogos eletrônicos. Foi também planejado para ser o primeiro título de uma nova trilogia de Tomb Raider para a nova geração. No entanto, seu desenvolvimento foi repleto de dificuldades, o que fez com que o jogo fosse adiado duas vezes e várias seções planejadas do jogo fossem reduzidas para cumprir os prazos.
Apesar de vender 2.5 milhões de cópias mundialmente, Tomb Raider: The Angel of Darkness recebeu avaliações geralmente negativas dos críticos; enquanto alguns elogiaram sua narrativa, os críticos culparam o jogo por seus controles ruins, câmera e vários problemas técnicos. Após o lançamento do jogo, a trilogia planejada foi descartada e o desenvolvimento da franquia foi transferido à Crystal Dynamics para a próxima entrada da série, Tomb Raider: Legend (2006).

## História
Movida pela vingança, Lara Croft percorre um submundo de sangue e traição. Neste jogo, ela mostra-se com um comportamento sombrio e com habilidades altamente evoluídas em comparação às versões anteriores.
Uma série de assassinatos trazem Lara a um conflito com o sinistro alquimista Eckhardt. Lara é acusada de assassinar seu ex-mentor Werner Von Croy e está foragida da polícia. No centro deste mistério, estão cinco pinturas do século XIV, as quais o alquimista deseja se apoderar.
Ela pode aprimorar suas habilidades à medida que vai superando os obstáculos do jogo. E, pela primeira vez em Tomb Raider, Lara interage com os outros personagens na forma de diálogos, que influenciarão no enredo de sua aventura. Além disso, o sistema de controles foi aprimorado, conferindo à heroína uma série de novos movimentos acrobáticos, de combate corpo-a-corpo ou ataques furtivos.
Foi neste jogo, também, que foi adicionado um novo personagem jogável: Kurtis Trent. A inteligência artificial dos inimigos foi aprimorada, permitindo que eles cooperem entre si.
Lara teve seu visual mais trabalhado. Ao invés de contar com apenas 500 polígonos, como nas versões anteriores, foi remodelada com mais de 5.000 polígonos. Os modos de animação pularam de 25 para aproximadamente 180. A plataforma gráfica do jogo foi desenvolvido para aproveitar toda a capacidade de processamento das placas de vídeo da época.